# 16 Biggest Hits (альбом Джонни Кэша)
| Оценки критиков | Оценки критиков |
| Источник        | Оценка          |
| --------------- | --------------- |
| AllMusic        | [ 1 ]           |

16 Biggest Hits — альбом-сборник американского кантри-певца Джонни Кэша (1932—2003), изданный 2 февраля 1999 года лейблами Legacy / Sony. Он вышел в серии 16 Biggest Hits от Legacy.
Альбом состоит из самых больших хитов за всю карьеру Кэша, таких как «Ring of Fire», «Understand Your Man» и «A Boy Named Sue». Альбом также содержит несколько песен, которые не стали хитами, например, «I Still Miss Someone» и «The Legend of John Henry’s Hammer».
У Кэша было 13 кантри-хитов № 1 в США в период с 1956 по 1976 год, но в этот альбом вошли только 8 из них.
В 2005 году альбом был сертифицирован Американской ассоциацией звукозаписывающих компаний (RIAA) как 2× платиновый. По состоянию на май 2013 года в США было продано 3 203 000 копий.

## История
Альбом получил смешанные отзывы музыкальной критики и интернет-изданий.
Уильям Рулманн из AllMusic отметил, что «В серии 16 Biggest Hits от Legacy все остальные выпуски были настолько хороши, что удивительно, что выпуск Джонни Кэша оказался таким разочарованием. Несмотря на то, что в сборник вошли многие хиты Кэша, в том числе „Ring of Fire“, „Understand Your Man“ и „A Boy Named Sue“, здесь также представлены второстепенные хиты и песни, которые вовсе не были хитами. Не то чтобы в таких композициях, как „I Still Miss Someone“ и „The Legend of John Henry’s Hammer“, было что-то плохое, просто они не подходят для альбома с таким названием. С 1956 по 1976 год у Кэша было 13 кантри-хитов номер один, но здесь вы найдёте только восемь из них».

## Список композиций
Слова и музыка всех песен — Джонни Кэша, кроме указанных.
| №   | Название                            | Автор(ы)                        | Длительность |
| --- | ----------------------------------- | ------------------------------- | ------------ |
| 1.  | «I Walk the Line»                   |                                 | 2:43         |
| 2.  | «I Still Miss Someone»              | Cash, Roy Cash                  | 2:36         |
| 3.  | «The Legend of John Henry's Hammer» | Cash, June Carter Cash          | 8:26         |
| 4.  | «Don't Take Your Guns to Town»      |                                 | 3:02         |
| 5.  | «In the Jailhouse Now»              | Jimmie Rodgers                  | 2:22         |
| 6.  | «Ring of Fire»                      | June Carter Cash, Merle Kilgore | 2:36         |
| 7.  | «Understand Your Man»               |                                 | 2:43         |
| 8.  | «The Ballad of Ira Hayes»           | Peter La Farge                  | 4:08         |
| 9.  | «Folsom Prison Blues» (Live)        |                                 | 2:45         |
| 10. | «Daddy Sang Bass»                   | Carl Perkins                    | 2:23         |
| 11. | «A Boy Named Sue» (Live)            | Shel Silverstein                | 3:44         |
| 12. | «Sunday Morning Coming Down»        | Kris Kristofferson              | 4:09         |
| 13. | «Flesh and Blood»                   |                                 | 2:37         |
| 14. | «Man in Black»                      |                                 | 2:51         |
| 15. | «One Piece at a Time»               | Wayne Kemp                      | 4:02         |
| 16. | «(Ghost) Riders in the Sky»         | Stan Jones                      | 3:43         |

## Чарты
| Чарт (1999)                        | Высшая позиция |
| ---------------------------------- | -------------- |
| США (Billboard 200)                | 65             |
| США (Billboard Top Country Albums) | 18             |

| Чарт (2001)                                | Позиция |
| ------------------------------------------ | ------- |
| Канада (Country Albums, Nielsen SoundScan) | 75      |

| Чарт (2002)                                | Позиция |
| ------------------------------------------ | ------- |
| Канада (Country Albums, Nielsen SoundScan) | 53      |

## Сертификации
| Регион                                                      | Сертификация  | Продажи    |
| ----------------------------------------------------------- | ------------- | ---------- |
| США (RIAA)                                                  | 2× Платиновый | 2 000 000^ |
| ^ Данные о тиражах приведены только на основе сертификации. |               |            |